# Protarcys caudata
Protarcys caudata är en bäcksländeart som beskrevs av František Klapálek 1912. Protarcys caudata ingår i släktet Protarcys och familjen rovbäcksländor. Inga underarter finns listade i Catalogue of Life.